# San Cristóbal y Nieves en los Juegos Olímpicos de París 2024
San Cristóbal y Nieves estuvieron representados en los Juegos Olímpicos de París 2024 por tres deportistas, dos hombres y una mujer, que compitieron en dos deportes.
Los portadores de la bandera en la ceremonia de apertura fueron los atletas Naquille Harris y Zahria Allers-Liburd. El equipo olímpico sancristobaleño no obtuvo ninguna medalla en estos Juegos.